# Derzene
Derzene o Derxene (en armenio Derdjan) fue una región de Armenia ubicada en la parte occidental, que limitaba al norte con la región de Sper; al sur con Ekeleatz o Keltzene; al este con Shalagom, Karenitida y Mananali y al oeste con territorio bizantino, la comarca de Nicópolis. La capital era Derdjan, al sudeste de la región.
A la partición de Armenia en el 387 entre Roma y Persia, Derzene formó parte de la zona de influencia romana, junto a Keltzene, Acisilene, Khorzene, Daranaliq, Balabitene, Astianene, Sophene y Anzitene. El resto quedó bajo dominio persa y se conoció con el nombre de Persarmenia.